# 1-а Китаєвка
1-а Китаєвка (рос. 1-я Китаевка) — село в Медвенському районі Курської області Російської Федерації.
Населення становить 108 осіб. Входить до складу муніципального утворення Китаївська сільрада.

## Історія
Населений пункт розташований на території українського етнічного та культурного краю Східна Слобожанщина.
Від 2004 року входить до складу муніципального утворення Китаївська сільрада.

## Населення
| 2002 | 2010 |
| ---- | ---- |
| 109  | ↘108 |